# Regiões históricas da Romênia

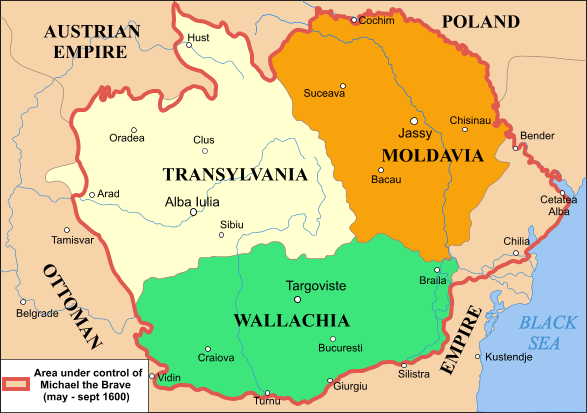
Valáquia, Transilvânia e Moldávia unidas sob o autogoverno romeno em 1600.

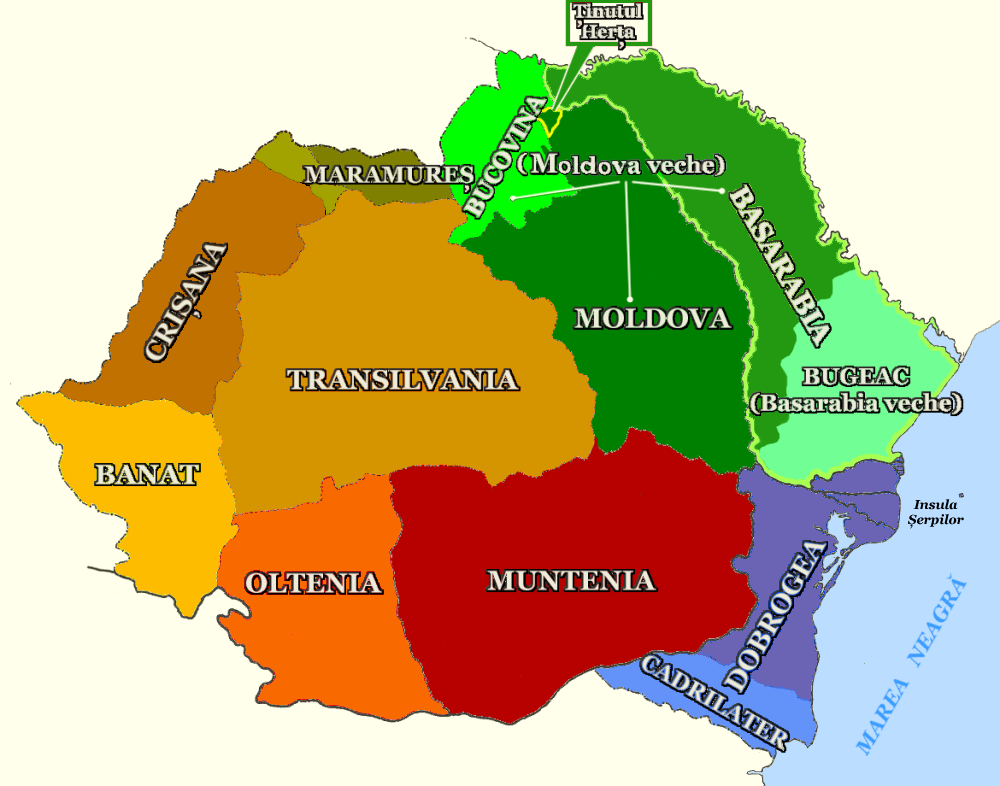
Regiões históricas da Grande Romênia (1918-1940).

Por diversas ocasiões ao longo de sua história, a Romênia estendeu seu domínio sobre as seguintes regiões:
Transilvânia (e Partium):
- Transilvânia de fato: atualmente na Romênia;
- Banat (parte da região histórica do Partium): atualmente dividida entre a Romênia, a Sérvia e a Hungria;
- Crişana (parte da região histórica do Partium): atualmente dividida entre a Romênia e a Hungria;
- Maramureş (parte da região histórica do Partium): atualmente dividida entre a Romênia e a Ucrânia.

Moldávia:
- Moldávia de fato: atualmente na Romênia, com a exceção da região de Hertza, atualmente na Ucrânia;
- Bucovina: dividida atualmente entre a Romênia e a Ucrânia;
- Bessarábia (incluindo Budjak): dividida atualmente entre a República da Moldávia e a Ucrânia;

Transnístria: atualmente dividida entre a Ucrânia e a República da Moldávia.
Valáquia:
- Muntênia (Grande Valáquia): atualmente na Romênia;
- Oltênia (Pequena Valáquia): atualmente na Romênia;

Dobruja:
- Dobruja do Norte (incluindo a Ilha das Serpentes): atualmente na Romênia (com exceção de algumas ilhas do Danúbio e da Ilha das Serpentes , que pertencem à Ucrânia desde 1947/1948);
- Dobruja do Sul (Cadrilater): atualmente na Bulgária.

Durante ou depois da Segunda Guerra Mundial a Romênia perdeu algumas das regiões mencionadas acima: a Dobruja do Sul (em 1940), a Bukovina do Norte e Hertza (em 1944), a Ilha das Serpentes (em 1948) e a Bessarábia (em 1944). A Transnístria pertenceu apenas por um período curto de tempo, durante a guerra, à Romênia (de 1941 a 1944).